# Idalgo
Idalgo (šp. hidalgo/fidalgo) je pripadnik najnižeg plemstva u Španjolskoj i Portugalu, koji je bio oslobođen plaćanja poreza zahvaljujući svom staležu, ali nije obavezno posjedovao zemlju.
Riječ je u uporabi od 7. stoljeća i nastala je od španjolskog „hijo de algo“ (nečiji sin). U srednjem vijeku izgovor se promijenio od „hijodealgo“ u „hidalgo“.
Da bi neko mogao biti proglašen „starim idalgom“ (šp. hidalgo solariego), morao je dokazati da su mu i djedovi i bake i s majčine i očeve strane imali titulu idalga. Samo ovi su bili cijenjeni i poštovani od svih. Ostali, koji su titulu dobili za neku zaslugu, bili su omalovažavani i ismijavani. Još jedno bitno obilježje idalga je preziranje fizičkog rada, jer mu je tako nalagao njegov osjećaj za čast. S obzirom na to i na činjenicu da se u kasnijem razdoblju ova titula dodjeljivala na nekontroliran način (jer je svaki vladar, da bi izbjegao dodjeljivanje zemlje, nagrađivao zaslužne dodjeljivanjem titule), Španjolska u 17. stoljeću je bila puna idalga koji su gladni i u dronjcima, ali nikada se ne bi prihvatili nekog posla.
Kad su Burboni došli na španjolsko prijestolje, bilo je već oko pola milijuna idalga koji nisu plaćali porez, što je jako štetilo državi. Ova titula je doživjela veliku reformu i do kraja 19. stoljeća je skoro potpuno nestala, zajedno s društvenim slojem koji je predstavljala.

## Vanjske poveznice
- Asociación de Hidalgos a Fuero de España (AHFE)
- Colegio Mayor Universitario de la AHFE
- Blasones Hispanos